# Prague 2
Prague 2, officiellement district municipal de Prague (Městská čast Praha 2), est une municipalité de second rang à Prague, en Tchéquie. Le district administratif (správní obvod) du même nom comprend les arrondissements municipaux de Prague 2 et de Vyšehrad, et partie de Vinohrady, Nové Město et Nusle.